# Bob Netolicky
Robert Netolicky (ur. 2 sierpnia 1942 w San Francisco) – amerykański koszykarz, występujący na pozycji skrzydłowego, dwukrotny mistrz ligi ABA. Uczestnik spotkań gwiazd ABA, wybrany do drugiego składu najlepszych zawodników oraz pierwszego składu czołowych debiutantów tej ligi. Zaliczony do składu najlepszych zawodników w historii ligi ABA.
Netolicky jest jednym z zaledwie kilku (jeśli nie jedynym) profesjonalnym koszykarzem, który wystąpił w barwach dwóch różnych zespołów, a trakcie jednego spotkania. 14 listopada 1973 roku, Netolicky był zawodnikiem San Antonio Spurs, kiedy drużyna ta przegrała na własnym terenie z Indiana Pacers rzutem oddanym w ostatniej sekundzie meczu. Spurs złożyli oficjalny protest. Po kilku dniach komisarz ABA rozpatrzył go pozytywnie dla San Antonio. Rzut jednego z zawodników Pacers nie został uznany. Do rozegrania pozostało 30 sekund spotkania i miało się to odbyć jeszcze przed kolejną, zaplanowaną na 2 grudnia 1973 roku potyczką obu zespołów. W międzyczasie Netolicky został sprzedany do Indiany, gdzie rozegrał te odroczone 30 sekund spotkania oraz dodatkowo dogrywkę już w barwach Pacers.

## Osiągnięcia

### ABA
- 2-krotny mistrz ABA (1970, 1972)
- 2-krotny wicemistrz ABA (1969, 1975)
- 4-krotny uczestnik meczu gwiazd ABA (1968–1971)[1][4]
- Zaliczony do:
  - I składu debiutantów ABA (1968)[1]
  - II składu ABA (1970)[1]
  - składu najlepszych zawodników w historii ligi ABA (ABA's All-Time Team – 1997)